# Districtul Tan Sum
Tan Sum (în thailandeză ตาลสุม) este un district (Amphoe) din provincia Ubon Ratchathani, Thailanda, cu o populație de 31.164 de locuitori și o suprafață de 502,2 km².

## Componență
Districtul este subdivizat în 6 subdistricte (tambon), care sunt subdivizate în 59 de sate (muban).
| Nr. | Nume        | În thailandeză | Sate | Locuitori |  |
| --- | ----------- | -------------- | ---- | --------- |  |
| 1.  | Tan Sum     | ตาลสุม          | 15   | 8,508     |  |
| 2.  | Samrong     | สำโรง          | 8    | 3,778     |  |
| 3.  | Chik Thoeng | จิกเทิง          | 9    | 5,175     |  |
| 4.  | Nong Kung   | หนองกุง         | 8    | 3,974     |  |
| 5.  | Na Khai     | นาคาย          | 13   | 6,045     |  |
| 6.  | Kham Wa     | คำหว้า          | 6    | 3,684     |  |